# Centro (Nepal)
O Centro é uma região do Nepal. Tem uma população de 8 031 629 habitantes e uma área de 27 410 km². A sua capital é a cidade de Hetauda.

## Zonas
A região está dividida em três zonas:
- Bagmati
- Janakpur
- Narayani